# 3463 Kaokuen
A 3463 Kaokuen (ideiglenes jelöléssel 1981 XJ2) a Naprendszer kisbolygóövében található aszteroida. A Bíbor-hegyi Obszervatórium fedezte fel 1981. december 3-án.